# Beneath the Remains
Beneath the Remains —en español: Por debajo de los restos — es el tercer álbum de estudio creado por la banda brasileña de Thrash metal Sepultura, fue publicado en 1989. Era su primer álbum editado por Roadrunner Records. El álbum ha vendido más de 600 000 copias en el mundo. Es para muchos seguidores del thrash metal, uno de los mejores álbumes del género de finales de los 80 fuera de Estados Unidos.

## Descripción
Beneath the Remains tenía una mejor producción y un mejor cantar comparado con los álbumes anteriores. Tiempo después sería reconocido como un gran álbum dentro del thrash metal. Max Cavalera dijo que Sepultura había encontrado su estilo con este álbum. A partir de este disco la banda usó el logotipo característico de Sepultura hasta Against, volviéndolo a retomar en Kairos. La carátula de Cause Of Death de Obituary en un principio iba a ser la portada original del álbum pero Roadrunner terminó usándola para Obituary.

## Producción
Max Cavalera viajó a Nueva York en febrero de 1988 y pasó toda una semana de negociaciones con el sello Roadrunner.
El presupuesto del álbum fue una pequeña cantidad de la etiqueta estándar ($ 8000), pero al final el costo fue de casi el doble de su presupuesto original.
Scott Burns, que había sido el productor de bandas como Obituary, Death, y Morbid Angel fue también el productor elegido por Sepultura.
Sepultura pasó la última mitad de diciembre de 1988 para grabar el álbum en el estudio Nas Nuvens de Río de Janeiro, de 8 PM a 5 AM..

## Lista de canciones
1. "Beneath the Remains"  (Max Cavalera, Andreas Kisser, Sepultura)         5:11
2. "Inner Self"  (Cavalera, Kisser, Sepultura)                              5:07
3. "Stronger Than Hate"  (Kelly Shaefer, Sepultura)                         5:50
4. "Mass Hypnosis"  (Cavalera, Kisser, Sepultura)                           4:22
5. "Sarcastic Existence" (Cavalera,kisser)                                  4:43
6. "Slaves of Pain"  (Cavalera, Kisser, Sepultura)                          4:00
7. "Lobotomy"  (Cavalera, Kisser, Sepultura)                                4:55
8. "Hungry"  (Cavalera, Kisser, Sepultura)                                  4:28
9. "Primitive Future"  (Cavalera, Kisser, Sepultura)                        3:08

## Integrantes
- Max Cavalera: voz, guitarra rítmica.
- Igor Cavalera: batería.
- Andreas Kisser: guitarra líder.
- Paulo Jr.: bajo.